# Отбывание наказания Юлией Тимошенко
При Президенте Украины Викторе Януковиче, с 2011 года, Юлия Тимошенко отбывала наказание по приговору суда:
5 августа 2011 года Тимошенко была арестована, 11 октября 2011 года осуждена на 7 лет тюремного заключения по делу о превышении власти и служебных полномочий при заключении газовых контрактов с Россией в январе 2009 года, когда Президентом Украины был Виктор Ющенко. Также в январе 2011 года ей предъявлялись обвинения в убийстве Народного депутата Украины Евгения Щербаня, совершенное 3 ноября 1996 года .  
Датский Хельсинкский комитет, наблюдая судебный процесс, пришёл к заключению о его политической мотивации и о грубых нарушениях Европейской конвенции по правам человека. Ряд правозащитников считают Юлию Тимошенко политзаключённой. Такую же оценку содержит официальный доклад Парламентской ассамблеи Совета Европы «О разделении политической и уголовной ответственности», одобренный Комитетом по юридическим вопросам и правам человека в Страсбурге 23 апреля 2013 года. 22 февраля 2014 года после отстранения Януковича Верховная Рада освободила Тимошенко из заключения. 14 апреля 2014 Верховный суд Украины закрыл «газовое» дело против Тимошенко.

## Резкое ухудшение здоровья Тимошенко в СИЗО
До ареста (5 августа 2011 года) Тимошенко отличалась завидной работоспособностью и физической формой. Например, в мае 2011 года папарацци опубликовали репортаж, как Тимошенко бегает кросс по воскресеньям — 10 км (три круга вокруг рощи в своём дачном посёлке).
Однако, начиная с первой недели после ареста — уже 15 августа 2011 года адвокаты Тимошенко заявили о появлении на теле Тимошенко кровоподтёков; и потребовали в суде допуска к Тимошенко личного врача, который взял бы кровь для анализа. 22 августа 2011 года депутаты от БЮТ (Бригинец и Павловский) заявили, что по мнению медиков, указанные кровоподтёки являются следствием отравления Тимошенко в тюрьме. 25 августа Тимошенко повторно подала суду ходатайство: «Я вас прошу, чтобы моя медсестра взяла у меня анализ крови… чтобы провести экспертизу в своей лаборатории».
Соратники Тимошенко считают, что болезни Тимошенко в тюрьме ― это результат её отравления. Поэтому тема «анализа крови» является главным требованием Тимошенко к властям:
- Омбудсмен Нина Карпачёва (№ 2 в списке «Партии регионов» на выборах в Верховную Раду-2006), побывав у Тимошенко, сказала, что состояние Тимошенко очень тяжёлое и что «Тимошенко требует, требует и умоляет ― взять у неё анализ крови»[15].
- На съезде Европейской народной партии (эта партия имеет наибольшую фракцию в Европарламенте, членами партии являются руководители почти всех стран ЕС) 6-8 декабря 2011 года в Марселе была принята резолюция по Украине с требованиями: допустить к Тимошенко «комиссию врачей Евросоюза», в частности для взятия анализа крови[16].
- Дочь Тимошенко Евгения на съезде ЕНП 6 декабря 2011 года сказала, что власти уже более 4 месяцев отказывают её матери в анализе крови: «Боюсь, что эти пытки будут продолжаться, пока маму не убьют»[16]; она также призвала ЕС ввести персональные санкции против «организаторов репрессий на Украине»[16]. После выступления Евгении — зал аплодировал стоя[16].

Здоровье Тимошенко начало ухудшаться в сентябре-октябре 2011 года: в сентябре она тяжело переболела ангиной. С конца октября Тимошенко уже не могла ходить из-за болей (комментаторы указывают, что подобные «нечеловеческие боли позвоночника» были у Ющенко в первые недели его отравления в 2004 году). 23 ноября 2011 года Тимошенко наконец-то обследовали в «Киевской областной клинической больнице № 1» ― магнитно-резонансная томография (МРТ) выявила у Тимошенко «межпозвоночную грыжу». Медработница больницы рассказала: «Она была такая измученная, мы едва узнали её ― даже страшно смотреть. Мы до сих пор плачем, когда вспоминаем. Она не могла идти. Два конвоира схватили её (под руки) и поволокли».
На встрече с президентом Польши Коморовским 28 ноября 2011 года президент Янукович заверил, что «Тимошенко будут лечить на уровне европейских стандартов» и пообещал внести изменения в «Уголовно-процессуальный кодекс Украины» (имеется в виду декриминализация статьи, по которой осуждена Тимошенко). Однако адвокат Власенко 29 ноября 2011 года заявил, что Тимошенко не оказывают медицинской помощи; у неё появились новые симптомы: «головокружение, у неё идёт кровь из носа, у неё немеет левая рука»; Власенко добавил: «живая Тимошенко Януковичу не нужна». Наконец, 30 ноября 2011 года Тимошенко перевели из камеры в медсанчасть СИЗО.

## Политический резонанс «болезни Тимошенко»
6-8 декабря 2011 года депутаты БЮТ заблокировали работу парламента Украины (парламент не работал три дня) с требованием освободить Тимошенко, над креслом спикера они повесили транспарант «Янукович, не убивай Юлю».
27 ноября 2011 года, в день рождения Тимошенко — во Владимирском соборе Киева, и во всех церквях Киевского патриархата, в храмах греко-католиков и католиков Украины, прошли молебны за здравие Юлии Тимошенко. На площади перед Лукьяновским СИЗО был дан праздничный концерт популярных украинских артистов; на митинг пришли пять тысяч сторонников Тимошенко.
Все события вокруг Тимошенко имеют большой резонанс в политике Украины и Евросоюза. По социологическим опросам на начало декабря 2011 политическая сила Тимошенко впервые обогнала по рейтингу (правда, всего лишь на 1 %) «Партию регионов» Януковича.
Европейский парламент (1.12.2011) и съезд Европейской народной партии (7.12.2011) приняли резолюции по Украине, в которых сказано, что «условием ассоциации и зоны свободной торговли между Украиной и Евросоюзом» является: освобождение Тимошенко и предоставление ей возможности участия в будущих выборах. На съезде лидер партии Вильфред Мартенс сказал: «Соглашение с Украиной (об ассоциации и свободной торговле) не может быть подписано, имплементировано или ратифицировано, пока не будет… освобождения Юлии Тимошенко и других политических заключенных».
Премьер-министр Канады обратился к БЮТ с предложением предоставить для Тимошенко «лучших врачей Канады»; с аналогичным предложением обратился «комитет Евросоюза по вопросам предупреждения пыток».

## Суд над Тимошенко в медсанчасти СИЗО
8 декабря Тимошенко судили прямо в помещении медсанчасти СИЗО в течение 12 часов (по «делу ЕЭСУ 1996 года»), во время суда она лежала на кровати, ей кололи обезболивающее. Послы США, ЕС и «послы 24 стран ЕС» срочно встретились с омбудсменом Карпачёвой и заявили, что данный суд «не соответствует международным нормам судопроизводства»:
- омбудсмен Карпачёва пояснила, что в 2001 году украинский парламент изъял из «Уголовно-процессуального кодекса» часть 5 статьи 20, которая предусматривала проведение выездных заседаний, поэтому этот «суд в медсанчасти СИЗО» является незаконным; а также является грубым нарушением пункта 1 ст. 6 Европейской конвенции по правам человека.[30]

Политики отмечают, что эти события делают всё менее вероятным подписание (которое намечено на 19.12.2011) «договора об ассоциации и свободной торговле между Украиной и Евросоюзом».
12 декабря 2011 года Тимошенко в Лукьяновском СИЗО посетил комиссар ЕС по вопросам расширения и европейской политики соседства Штефан Фюле.

## Потеря сознания
6 января 2012 года около 22:30 Юлия Тимошенко потеряла сознание (после того, как выпила выданное ей тюремными врачами «лекарство от острой вирусной инфекции»). Кровяное давление упало до 60/40, сокамерница 20 минут звала на помощь и била в дверь, но никто не приходил, хотя дежурные находились в соседней комнате, а в камере Тимошенко установлено круглосуточное наблюдение и круглосуточно не выключают свет (Тимошенко неоднократно жаловалась на постоянно включённый свет). В течение двух часов Тимошенко приводили в сознание; об этом случае стало известно лишь 10 января, когда к Тимошенко допустили защитников. Тимошенко и её соратники расценили такое «лечение» как преднамеренное издевательство и запугивание.
Пенитенциарная служба Украины отрицала потерю сознания Тимошенко. На требование предоставить в парламент «видеозаписи с камер наблюдения», глава Пенитенциарной службы Украины Александр Лисицков заявил, что видео не сохранилось.

## Следы побоев
20 апреля 2012 года Тимошенко решили перевезти в железнодорожную больницу Харькова для лечения позвоночника. Однако Тимошенко отказалась от лечения, поскольку не доверяла приставленным к ней врачам. Тогда к ней была применена сила (прокурор Харькова признал применение силы при перевозке).
Лишь 24 апреля к Тимошенко допустили дочь и защитника, и Тимошенко написала заявление о том, как ей выкручивали руки, и нанесли удар кулаком в живот, от удара остался большой кровоподтёк. В качестве протеста Тимошенко объявила голодовку с 20 апреля, которую прекратила 10 мая — БЮТ, с самого начала акции, призывал Тимошенко прекратить голодовку. Несколько недель на площадях Киева, Львова, Донецка, Днепропетровска, Кривого Рога стояли палатки в которых в знак солидарности голодало около 30 человек. Тимошенко тяжело перенесла голодовку: на фотографиях, сделанных при посещении президента Литвы Дали Грибаускайте, видно, что Тимошенко стала очень бледной.
25 апреля Тимошенко посетил «эксперт омбудсмена Украины» и составил «письменное заключение о побоях». 26 апреля Тимошенко посетила омбудсмен Карпачёва, которая сфотографировала кровоподтёки от ударов на теле Тимошенко (левая рука и живот). В тот же день в Киеве омбудсмен Карпачёва продемонстрировала эти фотографии на встрече с послами 27 стран Европы. Это событие вызвало большой международный скандал.
МИД России уже 27 апреля сделал заявление, в котором призвал власти Украины к гуманному обращению с Тимошенко. 29 апреля президент Медведев сказал по поводу инцидента:
- «когда на скамье подсудимых и в тюрьме оказываются участники президентской гонки, прямые соперники по политическому процессу, это, как минимум, вызывает огромное недоумение», «это бросает тень и на само государство, например, если говорить об Украине, и на тех, кто такие решения принимает».[36]

А новоизбранный президент В. Путин предложил провести лечение Тимошенко в России: «Если Юлия Владимировна посчитает возможным и если власти Украины, наши украинские партнёры согласятся с этим, мы с удовольствием приняли бы Юлию Владимировну Тимошенко в России для лечения в любое удобное для неё и для властей Украины время, в любом лечебном заведении».
30 апреля заявление сделала госсекретарь США Хиллари Клинтон. Начиная с 27 апреля официальные заявления сделали многие страны Евросоюза, в частности:
- Отказались приехать в Ялту на саммит стран Центральной Европы (11-12 мая 2012 года) президенты 15 стран (то есть президенты всех стран, кроме Молдавии и Польши), в том числе: Германии (Йоахим Гаук), Италии (Джорджо Наполитано), Австрии (Хайнц Фишер), Чехии (Вацлав Клаус), Венгрии, Румынии, Болгарии, Хорватии, Боснии, Словении, Черногории, Албании, Литвы, Латвии, Эстонии (Тоомас Хендрик Ильвес).[38] В результате саммит отменили. 11 мая президент Литвы Даля Грибаускайте приехала в Харьков, где посетила Тимошенко; а после в Киеве изложила Януковичу позицию Евросоюза относительно «бойкота президентов» и даже относительно возможной «изоляции со стороны ЕС» (встреча длилась 2,5 часа).
- Правительства ряда стран заявили, что не приедут на «украинскую часть Евро-2012»: Германия, Италия, Испания, Австрия, Швеция, Бельгия, Нидерланды (в том числе Королевский дом Нидерландов).[39] Аналогичное заявление сделали генсек НАТО Андерс Фог Расмуссен, председатель Еврокомиссии Баррозу[40]; президент «Футбольной ассоциации Англии» принц Уильям;[41] комиссар юстиции Евросоюза Вивиан Рединг, а также ряд евродепутатов и представителей футбольных федераций.[39] Призвали к бойкоту Евро-2012 на Украине: общественные деятели Франции; глава социал-демократической партии Германии Зигмар Габриэль; оппозиция Польши (Ярослав Качинский); коалиция оппозиционных партий Болгарии (Асен Агов). Против бойкота выступили президент Польши Комаровский и экс-президент Квасьневский. Вопрос о политическом бойкоте «украинской части Евро-2012» обсуждался на заседании министров иностранных дел Евросоюза 14 мая 2012 года, но мнения раскололись и никакого решения принято не было.[39]
- Резкие заявления сделали комиссар Кэтрин Эштон (от имени ЕС), МИД Швеции. Канцлер Германии Ангела Меркель и один из лидеров ХДС/ХСС министр окружающей среды Норберт Реттген назвали власть Януковича «диктатурой».[42] Сенатор Маккейн призвал поставить Украину перед выбором: пока будут репрессии, сотрудничество с Западом будет свёрнуто.
- 26 апреля председатель ЕНП Вильфрид Мартенс призвал Евросоюз «разработать и реализовать комплекс конкретных и решительных мер против украинских властей».[43]

### Лечение в ЦКБ № 5 г. Харькова
15 марта 2012 года Европейский суд по правам человека вынес правительству Украины предписание «обеспечить получение Юлией Тимошенко адекватной медицинской помощи в соответствующей институции».
27 апреля 2012 года врачи берлинской клиники «Шарите» (Charité), которые обследовали Тимошенко в Качановской колонии, сообщили её диагноз: хроническая грыжа межпозвонкового диска. Немецкие специалисты заявили, что успешное лечение экс-премьера невозможно на Украине, где клиники не имеют необходимого оснащения и методики.
9 мая 2012 Юлию Тимошенко перевезли из Качановской колонии в центральную клиническую больницу № 5 в Харькове, где она находилась в условиях усиленного тюремного режима.
13 сентября 2012 Государственная пенитенциарная служба сообщила, что во время обыска в палате Тимошенко были обнаружены «запрещённые для оборота технические устройства». Экс-премьер заявила, что у неё изъяли дозиметры, которые четыре раза фиксировали превышение разрешённого уровня радиации.
Во второй половине 2012 года — первой половине 2013 года врачи из клиники «Шарите» настаивали на продолжении госпитализации Тимошенко, не исключали угрозы инвалидности и необходимости оперативного вмешательства.
После проведения клинического обследования немецкие специалисты пришли к выводу о необходимости операции. Об этом в начале июля 2013 года сообщила дочь экс-премьера Евгения Тимошенко. В октябре 2013 руководитель «Шарите» профессор Айнхойпль заявил, что оперативное вмешательство является единственным шансом Тимошенко на выздоровление.
Накануне Вильнюсского саммита Восточного партнёрства ЕС, состоявшегося в конце ноября 2013 года, вопрос о предоставлении Тимошенко возможности лечиться в Германии обсуждался как одно из условий подписания Украиной Соглашения об ассоциации и зоне свободной торговли с Евросоюзом.
Власти настаивали на законодательном урегулировании этого вопроса; в Верховной раде разрабатывались соответствующие законопроекты. 21 ноября 2013 года правительство Украины отказалось от подписания Соглашения с Евросоюзом и правящая большинство в парламенте не поддержала ни одного из семи предложенных законопроектов по лечению заключённых за рубежом.
Тимошенко призвала лидеров ЕС подписать Соглашение об ассоциации с Украиной, не выдвигая каких-либо условий, в том числе и о её освобождении, если Янукович всё же примет такое решение.
В апреле 2013 года Украинский Хельсинкский союз по правам человека, Львовский областной совет, Луцкий городской совет и Тернопольский городской совет обратились к Президенту Януковичу с ходатайствами об освобождении Юлии Тимошенко.
5 сентября 2013 года Комитет Совета Европы по предупреждению пыток опубликовал доклад по результатам визита к Юлии Тимошенко в декабре 2012 года. Выводы делегации Комитета подтвердили, что права Тимошенко были нарушены по нескольким статьям Европейской конвенции по правам человека, в частности по ст. 3 (запрет пыток) и ст. 8 (право на уважение частной и семейной жизни).
В докладе подчёркивалось, что «меры безопасности, которые применялись к Тимошенко, не могут считаться пропорциональными». В частности, в её палате постоянно присутствовали сотрудники пенитенциарной службы. Кроме этого, заключённая находилась под круглосуточным видеонаблюдением: в палате были обнаружены три видеокамеры и ещё «четыре другие, скрытые видео- и / или аудиозаписывающие устройства (в том числе в санитарном узле)», ещё по меньшей мере шесть видеокамер были установлены в коридоре, а также в помещениях для медицинских процедур.
Регулярно поднимался вопрос и о праве экс-премьера на свидания. Делегация КЗК подтвердила, что Тимошенко «испытывала серьёзные трудности в осуществлении своего права на свидания и телефонные звонки».
На протяжении всего периода пребывания Тимошенко в колонии и больнице она, по словам немецких врачей, защитников и посетителей, почти не могла передвигаться самостоятельно. В то же время вывозить её на свежий воздух не разрешалось. Взамен ей предлагали выйти на улицу без помощи и средств для передвижения. Так, в докладе КЗК отмечалось, что «Тимошенко не имела доступа к прогулкам … ни в колонии № 54, ни в клинической больнице № 5 в Харькове, поскольку ей не было предоставлено надлежащей помощи, когда она хотела совершать прогулки». По словам защитников заключённой, которая не могла ходить, тюремщики также предлагали самостоятельно добираться до телефона, который находился в другом помещении, и к автомобилю, чтобы добраться в суд.
Все события вокруг Тимошенко имели большой резонанс на Украине и в Евросоюзе. Даже во время её преследования в 2010—2013 годах тема Тимошенко являлась ежедневной темой украинских СМИ.
На парламентских выборах 2012 года, когда Тимошенко находилась в заключении, Объединённая оппозиция, выступавшая под брендом партии Батькивщина, получила 25,54 % голосов, заняв второе место.
В 2012 году Тимошенко провела две голодовки протеста (в мае — 20 дней; в ноябре, во время выборов — 18 дней, и из состояния голодовки её выводили ещё 17 дней). 25 ноября 2013 года после отказа Януковича подписать Соглашение об ассоциации c ЕС Тимошенко объявила бессрочную голодовку с требованием к Януковичу подписать договор с ЕС. «Если 29 числа ноября Янукович не подпишет соглашение об ассоциации, то сметите его с лица земли, вместе с его коррупционными метастазами», — заявила Тимошенко в письме к Евромайдану. Тимошенко прекратила голодовку протеста на 12-й день (вечером 6.12.2013) после того, как 5 декабря 2013 года многолюдный митинг Евромайдана обратился к ней с просьбой о прекращении голодовки.

## Две протестные голодовки Тимошенко в 2012 году
В 2012 году Тимошенко провела две «голодовки протеста» длительностью 20 и 17 дней :
- С 20 апреля[86] по 10 мая[87][88] — Ю. Тимошенко протестовала против её избиения при перевозке из тюрьмы в Харьковскую больницу[86]. После голодовки она сильно ослабла и значительно потеряла в весе.
- С 29 октября по 15 ноября 2012 года — Ю. Тимошенко протестовала[89] против фальсификации на парламентских выборах-2012, а её заявление в связи с голодовкой было направлено в первую очередь критиковало не власть Украины, а имело целью подтолкнуть пассивную оппозицию Турчинова, Яценюка, Кличка, Тягнибока к действиям по активному отстаиванию результатов выборов-2012. В частности Тимошенко призывала их — не принимать присягу в Верховной Раде и тем (согласно закону, который требовал наличие в парламенте 300 депутатов принявших присягу) добиться повторных выборов, уже без фальсификаций. Однако её требование поддержала лишь часть её соратников по «Батькивщине» (в частности, Киевская организация «Батькивщины» Юрия Одарченко, депутаты Сергей Власенко, Анатолий Гриценко) и партия «Удар» Виталия Кличко, а руководители «Батькивщины» (Турчинов и Яценюк) и «Свободы» (Тягнибок) вначале поддержали требование Тимошенко, но через три недели — прекратили борьбу за перевыборы парламента.

## Освобождение

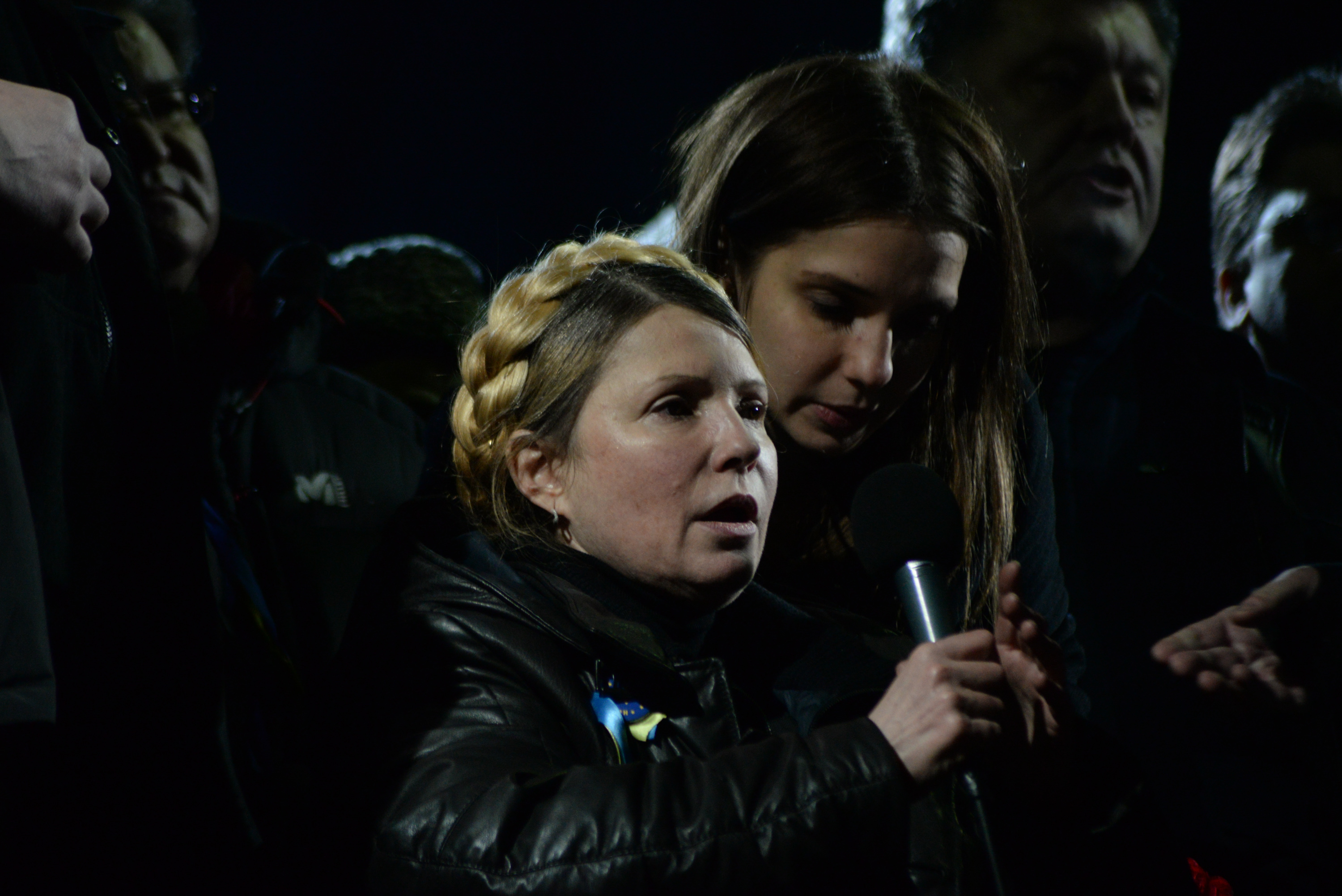
Выступление на Евромайдане.

После смены власти на Украине в феврале 2014 года 21 февраля 2014 года Верховная рада имплементировала в национальное законодательство положения статьи 19 Конвенции ООН против коррупции, в результате чего была декриминализирована статья, по которой осудили Юлию Тимошенко. 22 февраля Верховная Рада на основании решения Европейского суда по правам человека и Комитета министров Совета Европы приняла постановление «О выполнении международных обязательств Украины по освобождению Тимошенко Ю. В.». На основании этого постановления Тимошенко в тот же день смогла покинуть больницу в Харькове.
С освобождением Юлию Тимошенко поздравили правительство и государственные лидеры США, Канады, Германии, Венгрии, Литвы, ведущие политики Европейского союза и американские сенаторы.